# Polygala makaschwilii
Polygala makaschwilii là một loài thực vật có hoa trong họ Polygalaceae. Loài này được Kem.-Nath. miêu tả khoa học đầu tiên.